# KUVI-DT
KUVI-DT es una estación de televisión en Bakersfield, California. Es una filial de Twist y transmite digitalmente en el canal UHF 26. La estación es propiedad de la subsidiaria de Univision Local Media de TelevisaUnivision. Transmisor de la estación se encuentra en el Monte Adelaide. Hasta 2017, era la única estación propiedad de Univision para la cual el canal principal transmite en inglés.

## Historia
La estación recibió su licencia de difusión como KDOB-TV, el 11 de mayo de 1987, pero no comenzaría a emisiones regulares hasta diciembre de 1988. Propiedad de Dorothy Owens, la estación se vendió a su hermano Buck (1929–2006) y cambiar su sigla KUZZ-TV el 18 de marzo de 1991. En 1997, Buck Owens vendió la estación a Univision, y el 17 de octubre de 1997, la estación nuevamente cambió su sigla, esta vez a KUVI. Un último cambio la sigla durante la era analógica llegó el 1 de enero de 2004, la estación decidieron añadir la extensión "-TV" del indicativo de señal, de ahí la sigla actual KUVI-TV. Con la transición digital completada, la estación reemplazó la extensión "-TV" con la extensión "-DT" el 23 de junio de 2009 (todas estaciones de televisión de servicio completo propiedad de Univision, independientemente decidirán si si o no tendrían una extensión en el indicativo de señal después de la transición, ahora tienen una "-DT" sufijo como parte de sus Indicativos de señal legales).
La estación se convirtió en una afiliada de UPN en enero de 1995 y se quedó con esa red para toda su existencia.
KUVI en primer lugar provisionalmente estaba esperando a afiliarse a The CW, y poder aprovechar el 2008 para un patrocinio con XETV-TV (San Diego 6) del Grupo Televisa (Transmite la programación de The CW en ese canal mencionado), pero en su lugar fue anunciado el 15 de junio de 2006 que sería afiliado a MyNetworkTV, a pesar del hecho propietario que Univision fue vendida a un grupo liderado por el magnate de la televisión infantil Haim Saban Fundador de Saban Entertainment y excopropietario de la familia Fox Channels con News Corporation antes de convertirse en ABC Family-propiedad de ABC Family Channel. Providence Equity Partners, una de las empresas de capital privado que forman parte del consorcio liderado por Saban, adquirió una participación de 19 por ciento en Univision en ese momento.
La afiliación de CW terminó en KFWB, ahora llamado oficialmente KGET-DT2, de 18 de septiembre de 2006.
El 20 de abril de 2007, Clear Channel entró en un acuerdo para vender todo su grupo de estaciones de televisión (que incluía KGET) a Newport Television, un holding de radiodifusión controlado por Providence Equity Partners. Sin embargo, con sólo cuatro estaciones de alta potencia, Bakersfield no tiene suficiente para apoyar legalmente una operación duopolio de propiedad conjunta. De resultados de ello, la Comisión Federal de comunicaciones había concedido aprobación condicional de la operación, siempre que desprenderse de Providence Equity Partners KGET o su participación en Univision tan pronto como terminó la venta. Se produjo el 14 de marzo de 2008. Como resultado, fue KGET que se deshizo por Newport Television a High Plains Broadcasting; Sin embargo, Newport sigue administrando esa estación a través de un acuerdo de venta (JSA).
El 11 de septiembre de 2017, KUVI-DT se convirtió en un afiliado de Justice Network (ahora True Crime Network), dejando a Bakersfield como uno de los pocos mercados sin afiliado de MyNetworkTV.
El 3 de enero de 2022, cambió las afiliaciones de True Crime Network a Twist.